# Vaulruz
Vaulruz é uma comuna da Suíça, no Cantão Friburgo, com cerca de 895 habitantes. Estende-se por uma área de 10,09 km², de densidade populacional de 89 hab/km². Confina com as seguintes comunas: Gruyères, Riaz, Sâles, Semsales, Vuadens.
A língua oficial nesta comuna é o Francês.